# ラ・グロリア (ティツィアーノ)
『ラ・グロリア』（西: La Gloria、英: The Glory）は、イタリア盛期ルネサンスのヴェネツィア派の巨匠ティツィアーノ・ヴェチェッリオがキャンバス上に油彩で制作した絵画である。神聖ローマ皇帝カール5世（スペイン国王カルロス1世）が1550年から1551年にアウクスブルクの宮廷に二度目に滞在した折にティツィアーノに委嘱し、1554年に完成した。ティツィアーノの署名が画面下部左端にいる福音記者ヨハネの持つ巻物に書き込まれている。作品は遅くとも1566年以降エル・エスコリアル修道院に所蔵され、1837年からマドリードのプラド美術館に収蔵されている。
この絵画の題名を付けたのはホセ・デ・シグエンザで、1601年のことであったが、ティツィアーノ自身は本作を『天国』（てんごく、伊: Il Paradiso、英: Paradise）と呼んでいた。また、カール5世は、この作品を自身の遺書の中で『最後の審判』（さいごのしんぱん、西: El Juicio Final、英: The Last Judgement）と呼んだ。この絵画はまた『聖三位一体』（せいさんみいったい、英: The Trinity）、『聖三位一体の礼拝』（せいさんみいったいのれいはい、英: Adoration of the Trinity）などとも呼ばれる。

## 作品
カール5世は、退位後に隠棲したユステ修道院にこの作品を持参した。彼は今わの際にこの作品を見ることを望んだといわれることから、彼の信仰においてこの作品がいかに重要なものであったかがわかる。修道院で臨終を迎えたカール5世は、彼が「最後の審判」と呼んだこの絵画を見つめ、最後の審判において救済されることを一心に望んだのであった。
図像学的に見て、この絵画は上記の解釈上の題名すべてを裏付け、包含する複雑さを有している。画面の最上部には、同じ青い服を着た父なる神と子であるイエス・キリストが判然としない三位一体が描かれ、その重要性が強調されている。その下には、万聖画のごとく天国の人物たちが一堂に会しているが、本来彼らはキリスト降臨以前の『旧約聖書』に登場する人々である。彼らと三位一体との間を取りなしているのが聖母マリアで、その左側には聖母同様にキリストとそれ以前の人物たちの橋渡しをする洗礼者ヨハネがいる。
作品は、ヒッポのアウグスティヌスの『神の国』から採られた、祝福された者たちが栄光を得る場面を描いており、プロテスタントの教義に対するハプルブルク王家のカトリック信仰の正当性を主張するものである。三位一体の下の画面右側には、神の前に提示されるハプスブルク家の人々がいる。カール5世自身は白い死に装束姿で描かれ、その右横にはカールの亡き妻イサベル・デ・ポルトゥガル、息子のスペイン王フェリペ2世、妹ハンガリー王妃マリアらがいる。興味深いことに、フェルディナント1世 (神聖ローマ皇帝) もその子マクシミリアン2世も登場しておらず、これは当時の神聖ローマ帝国皇位継承をめぐる対立に関係すると考えられる。
画面中部右端にいる二人の髭を蓄えた老人は、ピエトロ・アレティーノとティツィアーノ自身の姿 (横顔で表されている) であるともいわれる。また、聖母の下にいる髭のある人物は、おそらくスペインから派遣されたヴェネツィア大使フランシスコ・デ・ヴァルガス (Francisco de Vargas) で、ティツィアーノの説明によれば、本人の主張で描きこまれた。
画面下部にはさらにダビデ王、十戒の石板を持つモーセ、方舟を持つノアが描かれており、緑色の服を着た女性はマグダラのマリアか、エリュトライのシビュラ、ユディト、ラケル、あるいはカトリック教会を表しているとされる。彼女の姿はミケランジェロの『最後の審判』 (ヴァチカン宮殿) の人物を想起させる。